# بروكسي (أغنية)
بروكسي (بالإنجليزية: Proxy)‏ هي أغنية من إنتاج دي جي الهولندي ومنتج الموسيقي مارتن غاركس. تم إصدارها للتحميل مجاني في 6 مارس 2014 وفي 2 يوليو 2014 على آي تيونز.

## المراكز

### التصنيفات الأسبوعية
| التصنيف (2014)                    | المركز |
| --------------------------------- | ------ |
| Netherlands (Mega Single Top 100) | 89     |

## تاريخ الإصدار
| المنطقة | التاريخ      | الشكل      | الشركة        |
| ------- | ------------ | ---------- | ------------- |
| هولندا  | 2 يونيو 2014 | تنزيل رقمي | سبينن ريكوردز |